# Giovanni Battista Amici

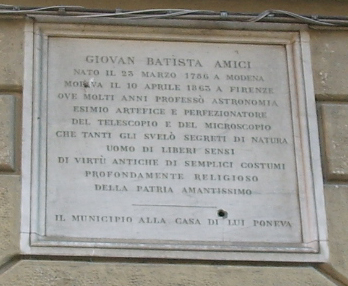
Targa a Giovan Batista Amici, palazzo Amici-Demidoff, Firenze

Giovanni Battista Amici (Modena, 25 marzo 1786 – Firenze, 10 aprile 1863) è stato un ingegnere, matematico e fisico italiano.

## Biografia
Laureatosi in ingegneria presso l'Università di Bologna nel 1807, dove era stato allievo del matematico Paolo Ruffini, Amici fu nominato professore di geometria e algebra presso il Liceo di Modena nel 1810. Cinque anni dopo, nel 1815, passò all'insegnamento universitario, incaricato dell'insegnamento della geometria, dell'algebra e della trigonometria sferica presso la Facoltà di filosofia dell'Università di Modena e Reggio Emilia.
I suoi principali interessi furono l'ottica e l'astronomia, ma si occupò anche di scienze naturali. Dal 1825 si dedicò alla costruzione di strumenti ottici realizzando numerosi microscopi e telescopi di altissima qualità. Chiamato a Firenze dal granduca Leopoldo II, fu nominato direttore dell'osservatorio astronomico de La Specola come successore di Jean-Louis Pons.

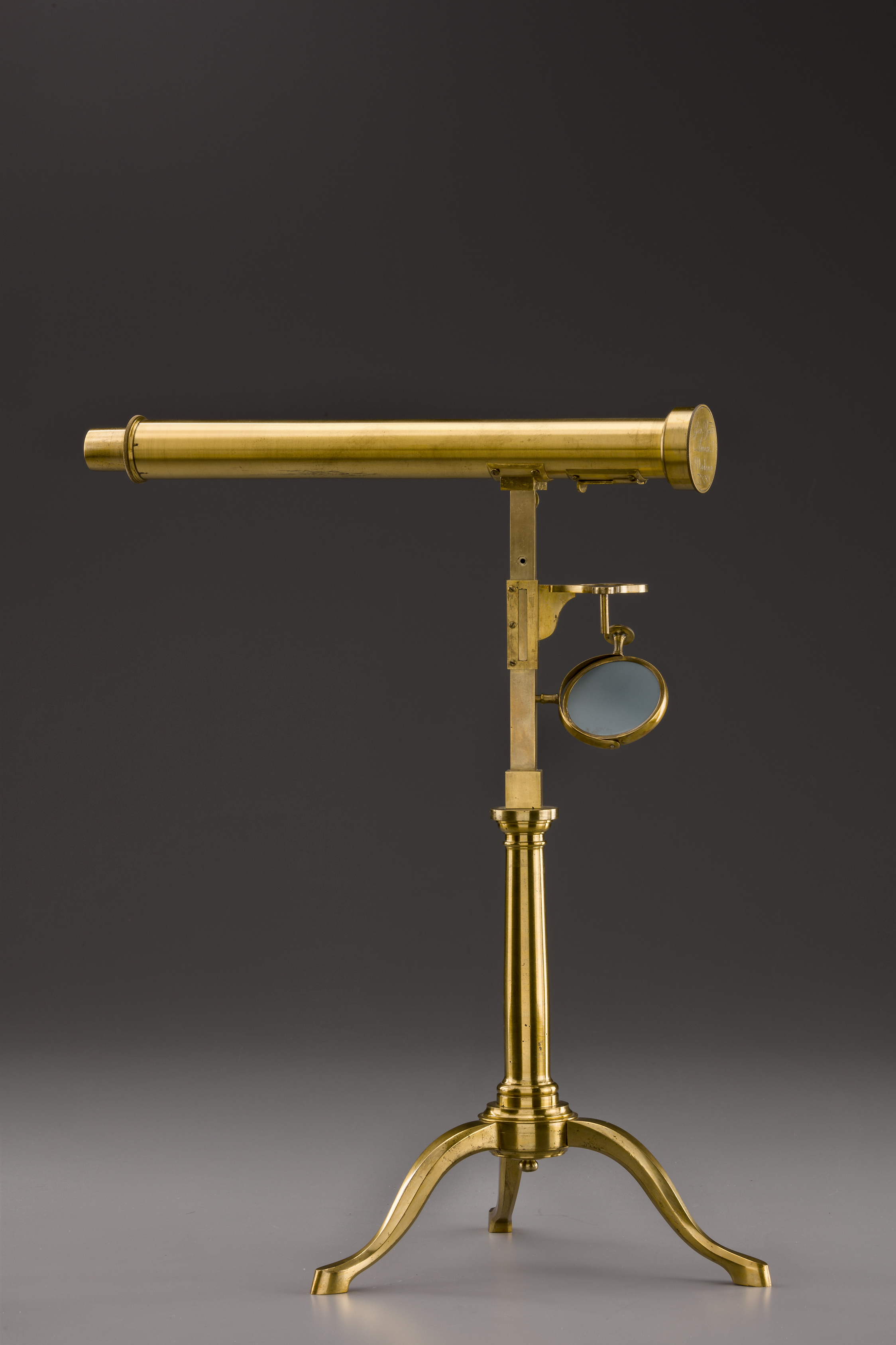
Giovanni Battista Amici, Microscopio a riflessione, 1810-1820 ca, Museo civico di Modena

Infine, nel 1859, nominato professore onorario di astronomia, gli fu affidato l'incarico delle osservazioni microscopiche nel Reale Museo di fisica e storia naturale di Firenze; collaborò anche con l'Officina ceroplastica fiorentina in qualità di microscopista.
Rimase a Firenze fino alla sua morte, nel 1863, quattro anni dopo aver lasciato l'incarico presso l'Osservatorio.
Ad Amici è intitolato il telescopio (ormai usato solo per divulgazione scientifica e didattica) presente presso l'Osservatorio di Arcetri a Firenze, un asteroide (3809 Amici) e il cratere lunare Amici della faccia nascosta della Luna.
La sua fama rimase però legata agli studi e alle invenzioni in campo ottico: a tal proposito si ricorda in particolare il prisma a visione diretta, che porta il suo nome. In microscopia inventò l'obiettivo a immersione omogenea. Queste innovazioni tecniche permisero di correggere l'aberrazione cromatica che provocava attorno agli oggetti la diffusione dei colori dell'iride segnando una tappa fondamentale per la biologia dell'Ottocento: il miglioramento della microscopia ottica permise infatti l'affermazione della teoria cellulare. In seguito a questi studi, inoltre, lo stesso Amici rivolse il suo interesse anche ai campi della botanica, della istologia e della patologia vegetale.
il 5 luglio 1840 divenne socio dell'Accademia delle scienze di Torino.

## L'eredità di Amici

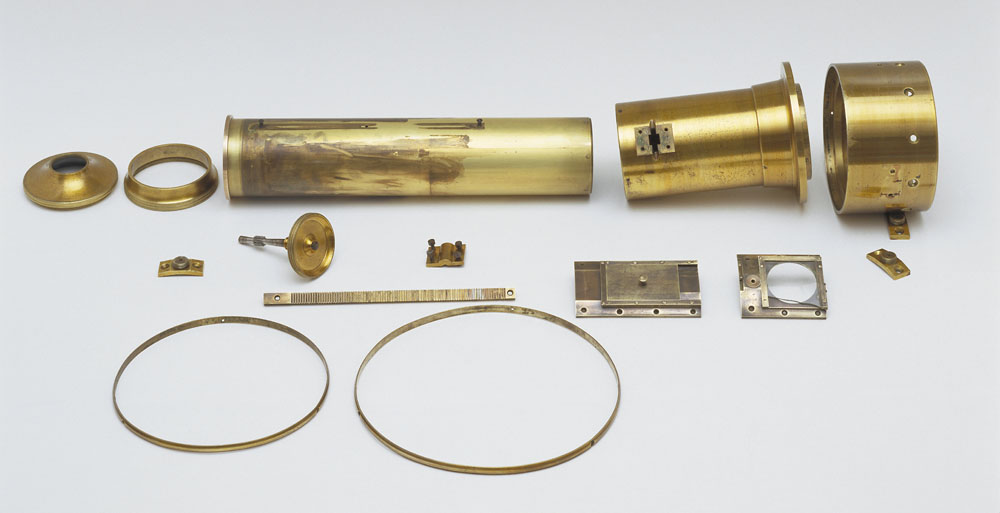
Parti del Telescopio Amici I. Museo Galileo, Firenze.

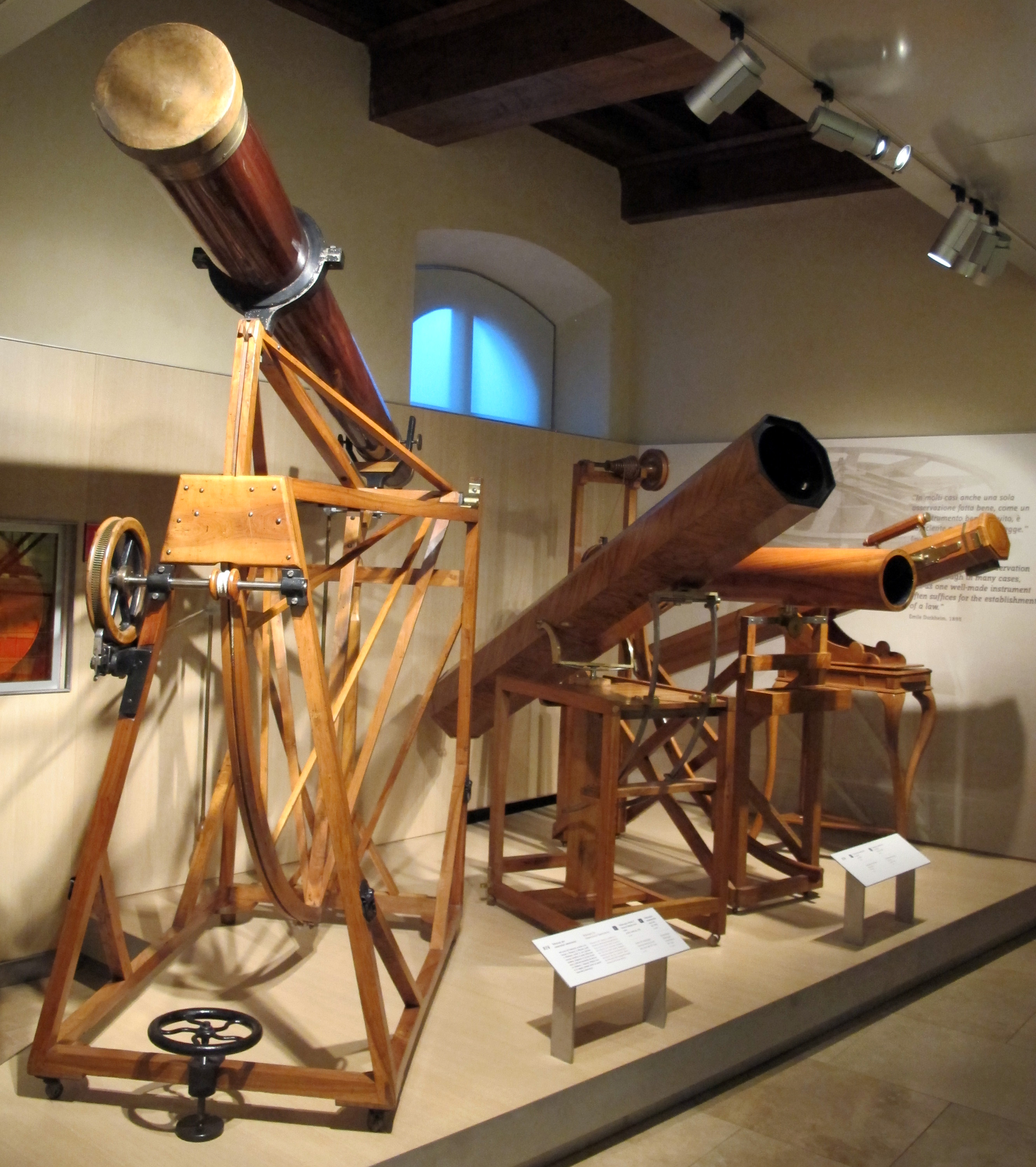
Telescopio di Amici assieme a telescopi del XVIII-XIX secolo. Museo Galileo, Firenze.

Alcuni dei numerosi strumenti ottici costruiti da Amici - oltre 300 solo i microscopi - sono oggi conservati presso musei e fondazioni scientifiche italiane e straniere; in modo particolare un ricco nucleo di microscopi e telescopi è oggi visibile nelle sale del Museo Galileo, che conserva anche parte della sua biblioteca privata, arrivata per volontà degli eredi a partire dagli anni cinquanta del Novecento e un piccolo fondo archivistico contenente parte del suo carteggio.
Anche il Museo civico di Modena possiede un microscopio a riflessione, esposto nella Sala degli Strumenti Scientifici. Alcuni strumenti, fra cui due telescopi newtoniani, un microscopio e la camera lucida sono conservati presso il museo dell'Osservatorio Geofisico di Modena .
Il nucleo archivistico più consistente riconducibile ad Amici è invece oggi conservato presso la Biblioteca Estense di Modena.

## Edizione nazionale
Nel 2006 è stata avviata la pubblicazione dell'edizione nazionale delle opere di Giovanni Battista Amici, il cui piano prevede la pubblicazione di sei volumi: uno dedicato alle opere edite, uno ai documenti inediti, tre alla corrispondenza ed uno al catalogo fotografico degli strumenti.